# Лада (автомобіль)
LADA («Ла́да») — марка автомобілів, які виробляються ВАТ «АвтоВАЗ». Раніше марка «Лада» використовувалась тільки для автомобілів, які перевозили на експорт, а для внутрішнього ринку автомобілі вироблялися під маркою «Жигулі».

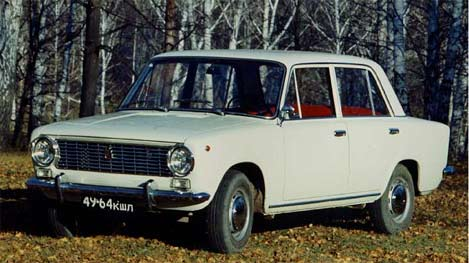
«Копійка»
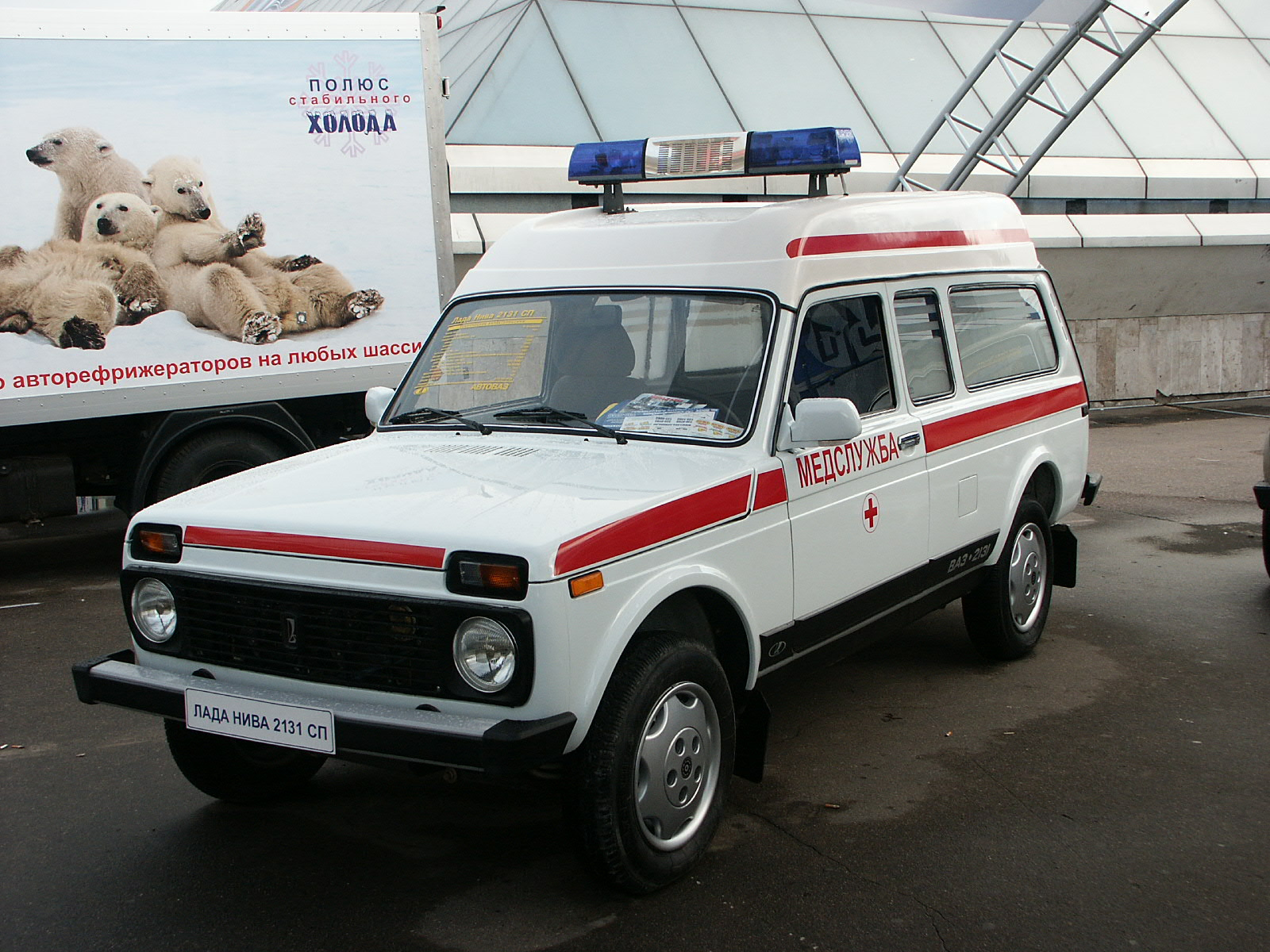
Санітарна LADA 4x4 5D
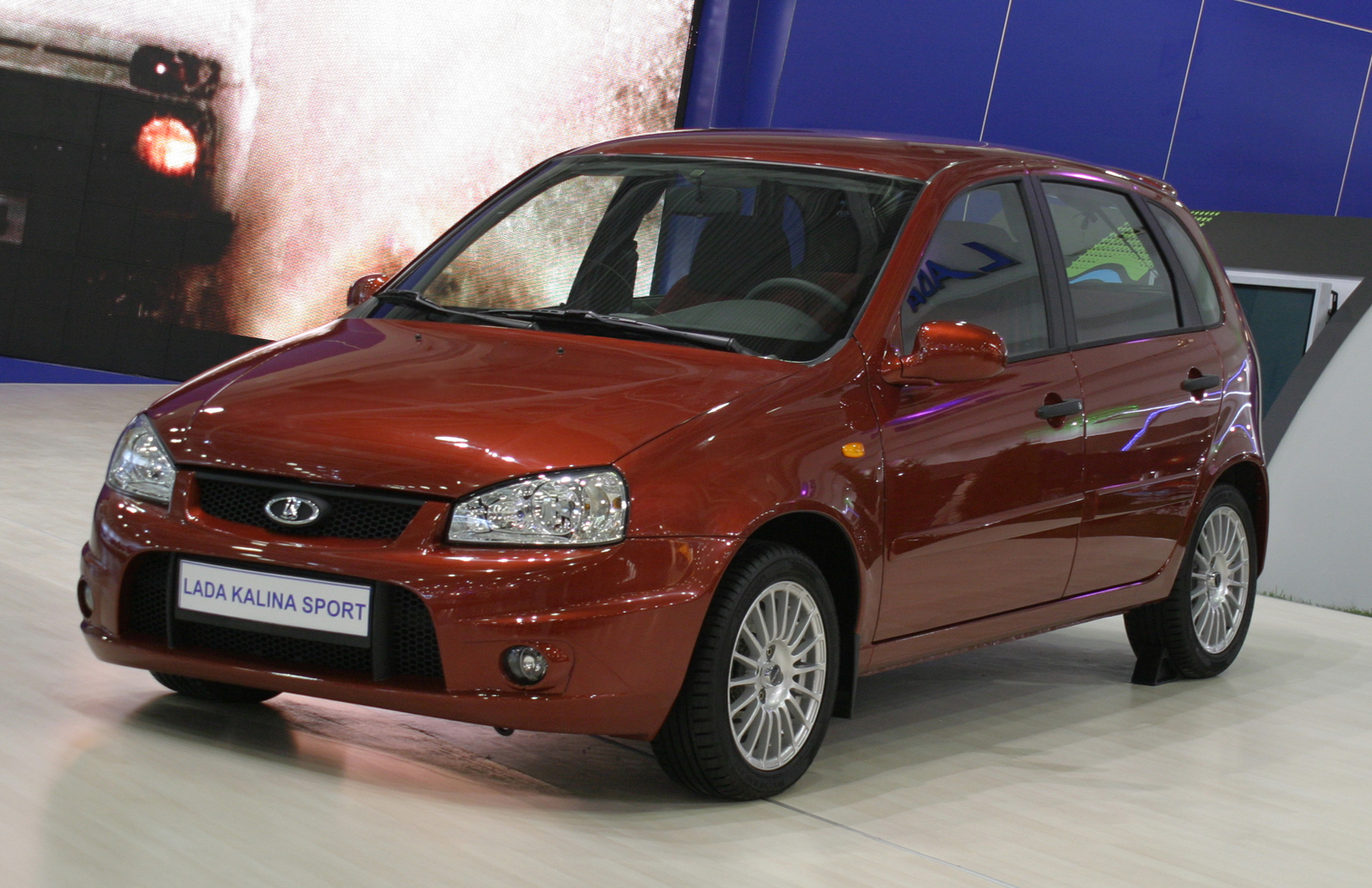
LADA Kalina
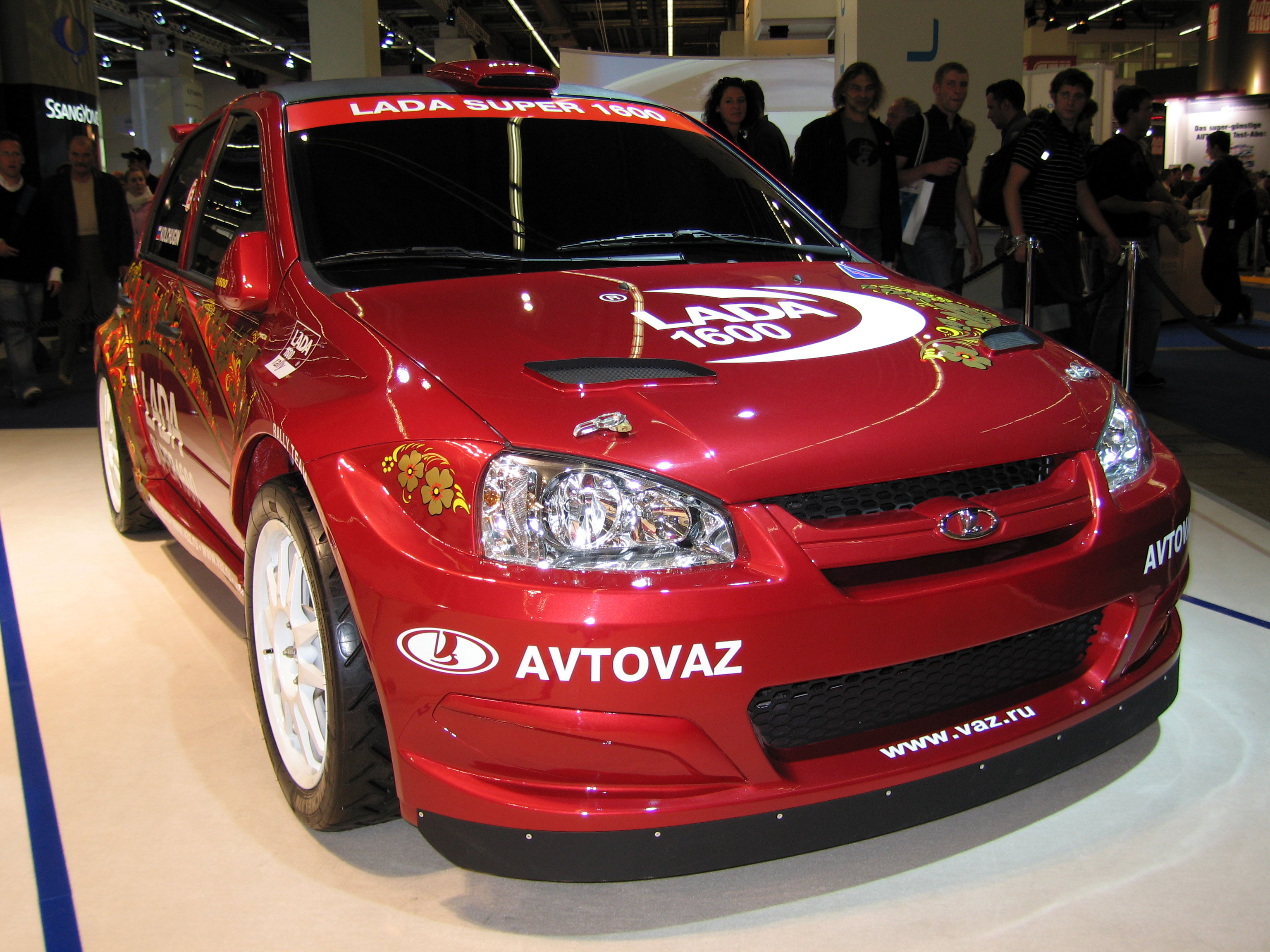
LADA Kalina Sport
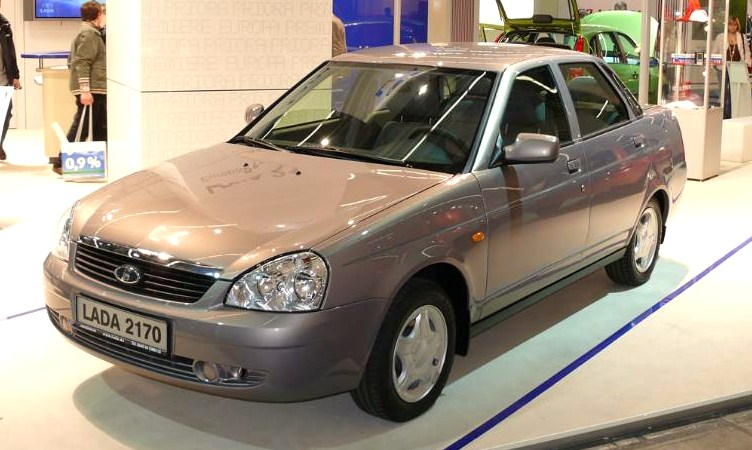
LADA Priora
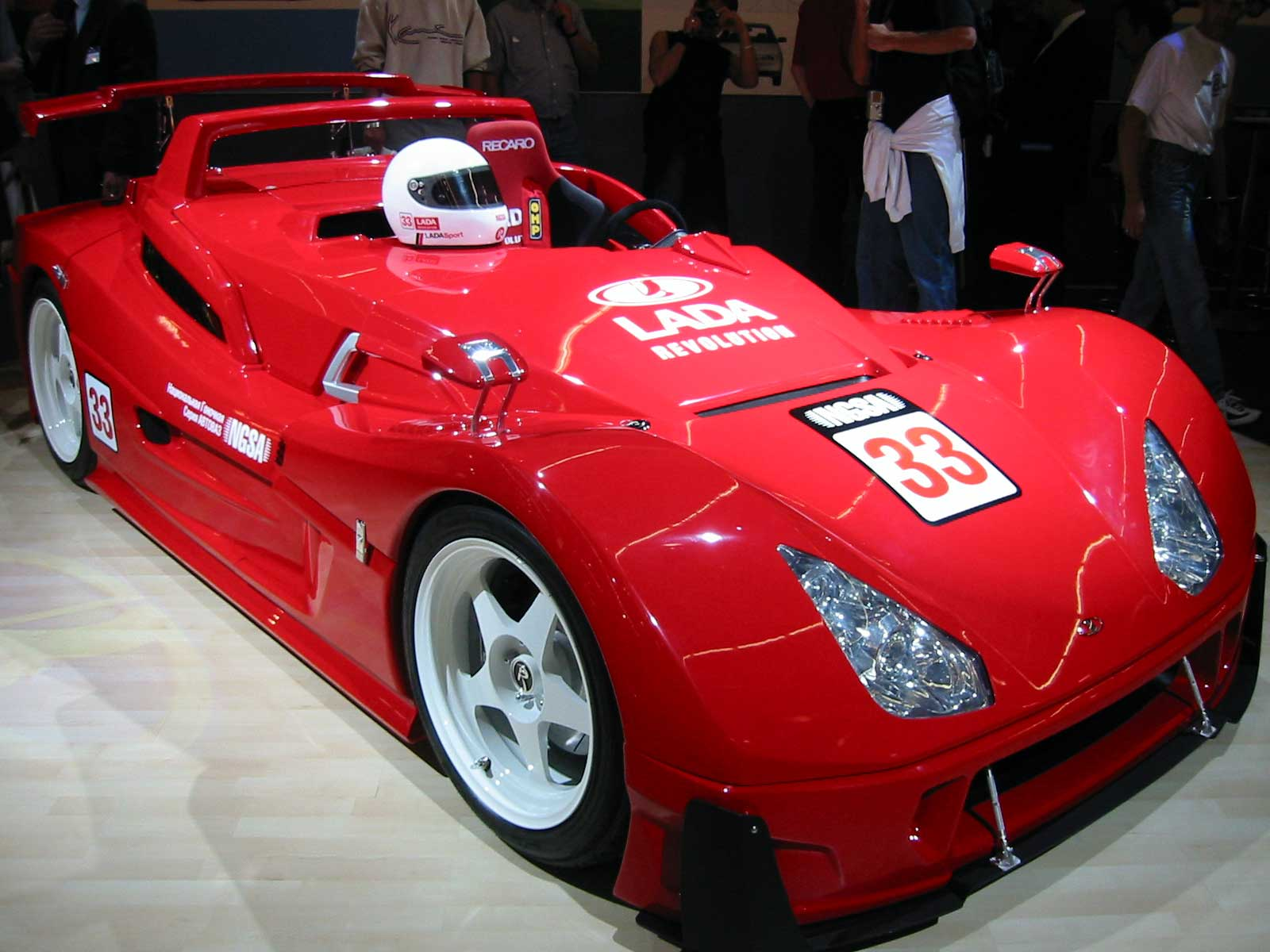
LADA Revolution
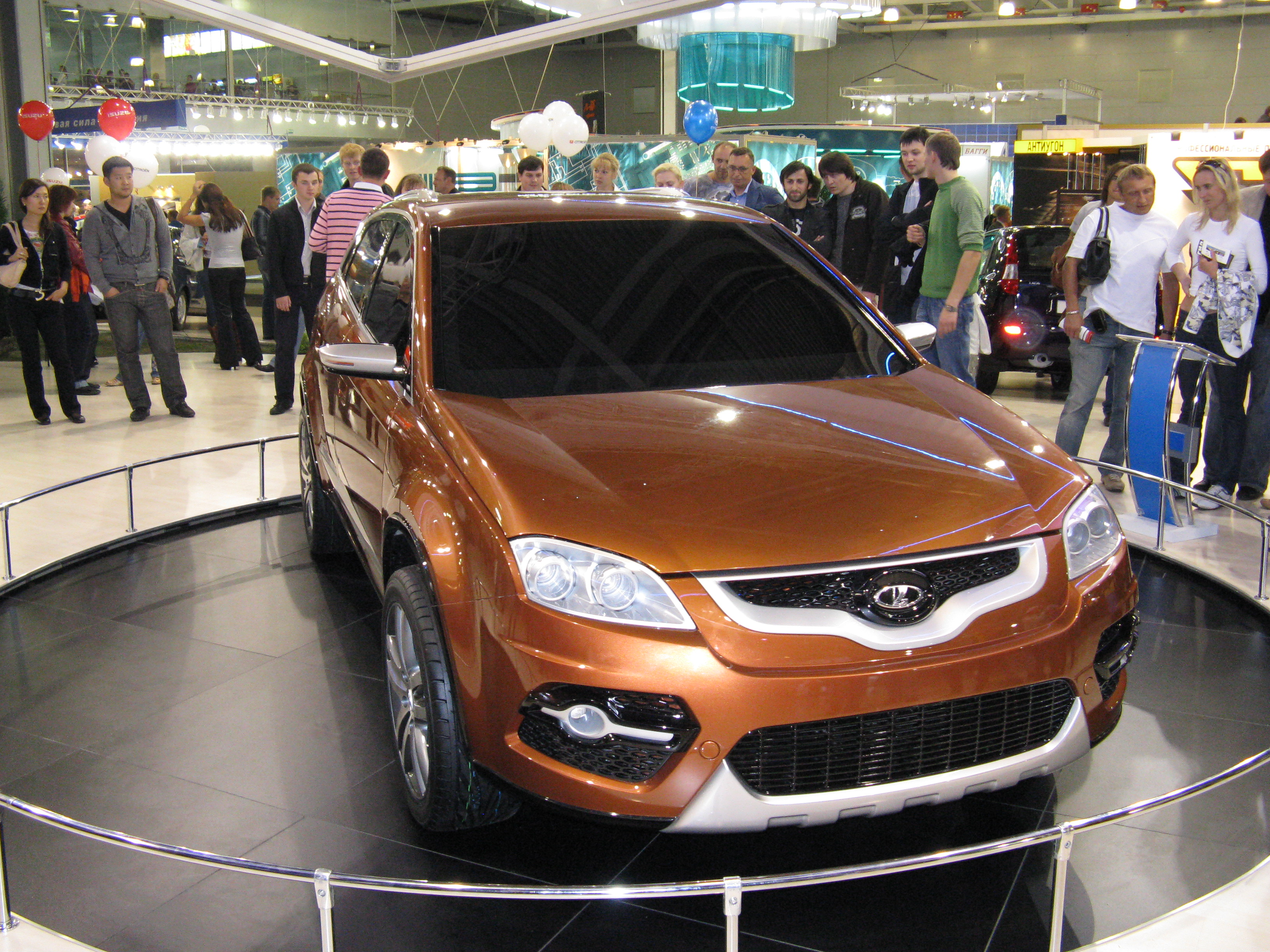
Lada C Cross

## Вироблювані моделі
Назви наведені відповідно до сучасної заводської класифікацією. Внутрішньозаводські позначення виду  ВАЗ-XXXX  наводяться в дужках. Якщо тип кузова або кількість дверей (для хетчбека) не входять до заводська назва моделі, вони вказуються окремо.

### 2018—LADA Granta 2
- LADA Granta седан
- LADA Granta ліфтбек
- LADA Granta хетчбек
- LADA Granta універсал
  - LADA Granta Cross

### 2016—LADA XRAY
- LADA XRAY
- LADA XRAY Cross

### 2015—LADA Vesta
- LADA Vesta седан
  - LADA Vesta Cross
  - LADA Vesta CNG
  - LADA Vesta Sport
- LADA Vesta SW
  - LADA Vesta SW Cross

### 2012—LADA Largus
- LADA Largus універсал (R90)
  - LADA Largus Cross
- LADA Largus вантажний фургон (F90)
- LADA Largus CNG

### 2011— «Ока-2»
- ВАЗ-1121 «Ока-2»

### 1977—LADA 4x4
- LADA 4x4 3D
  - LADA 4x4 3D Urban
  - LADA 4x4 Bronto
- LADA 4x4 5D
  - LADA 4x4 5D Urban

## Моделі, зняті з виробництва

### 1970— Сімейство «Класика» («Жигулі»)
- ВАЗ-2101
- ВАЗ-2102
- ВАЗ-2103
- ВАЗ-2106
- LADA 2105
- LADA 2104
- LADA 2107

### 1984— Сімейство Samara
- ВАЗ-2108
- ВАЗ-2109
- ВАЗ-21099

### 1987— «Ока»
- ВАЗ-1111 «Ока»

### випуску 1996— Сімейство110
- LADA 110
- LADA 111
- LADA 112
- LADA 112 Coupe

### 1997— Сімейство Samara 2
- LADA Samara Coupe
- LADA Samara хетчбек
- LADA Samara седан

### 2004— СімействоKalina
- LADA Kalina седан
- LADA Kalina хетчбек
  - LADA Kalina Sport
- LADA Kalina універсал

### 2007— СімействоPriora
- LADA Priora седан
- LADA Priora хетчбек
- LADA Priora Coupe
- LADA Priora універсал

### 2011— СімействоGranta
- LADA Granta седан
  - LADA Granta Sport
- LADA Granta ліфтбек

### 2013— СімействоKalina 2
- LADA Kalina хетчбек
  - LADA Kalina Sport
- LADA Kalina універсал
  - LADA Kalina Cross